# Атомный ракетный крейсер
Атомный ракетный крейсер — подкласс ракетных крейсеров, отличающийся от других кораблей этого класса наличием ядерной энергетической установки (ЯЭУ). Первые атомные крейсеры появились в 1960-х годах. В связи со значительной сложностью и крайне высокой стоимостью они имелись лишь в ВМС сверхдержав — США и СССР. В настоящий момент атомные ракетные крейсеры эксплуатируются только ВМФ России.

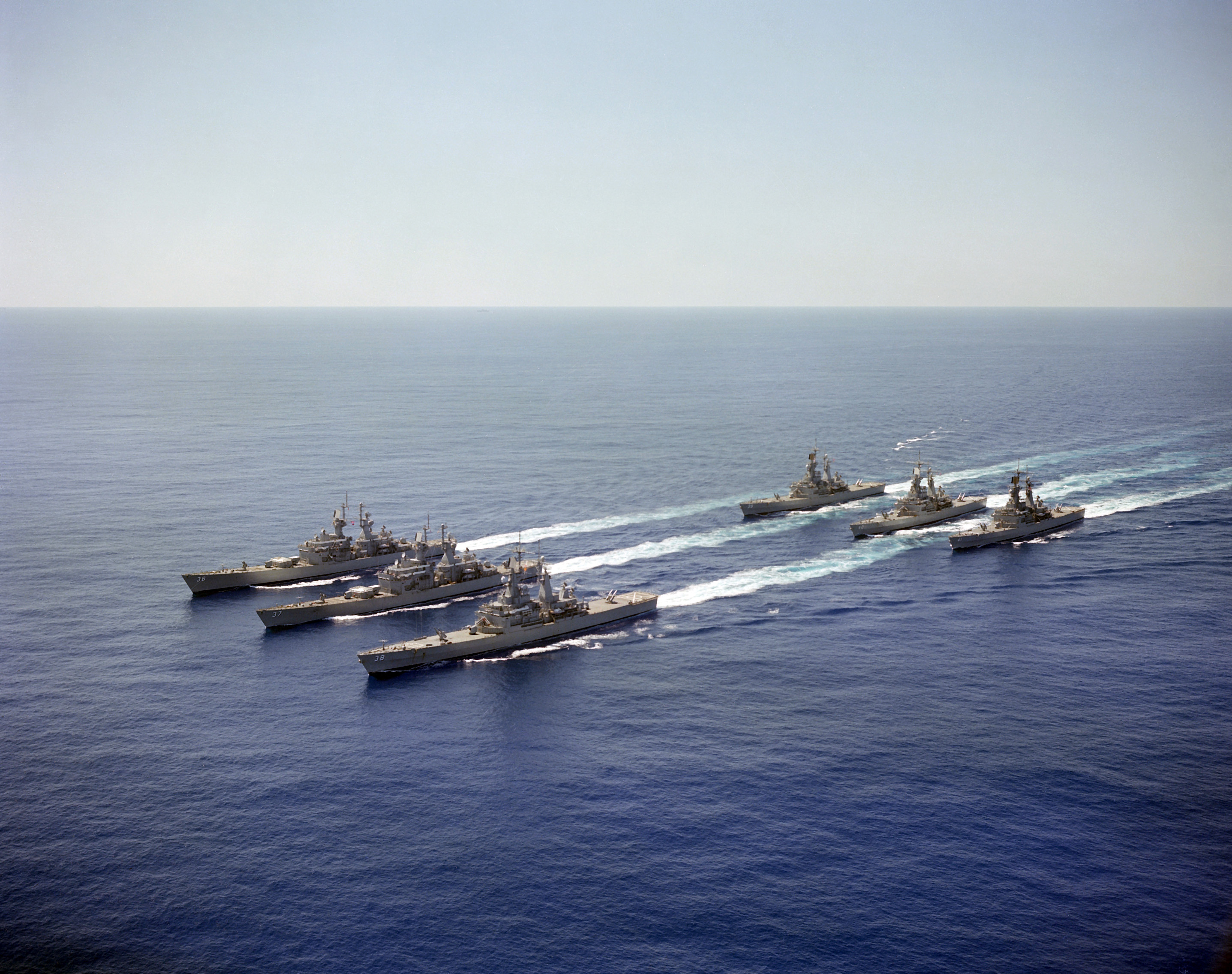
Атомные крейсеры ВМС США в едином строю. 1981 г.

## Предпосылки к созданию атомных ракетных крейсеров
В начале 1950-х годов военных и конструкторов ведущих стран охватила «ядерная» эйфория. Несмотря на скромные удельные характеристики тогдашних ЯЭУ, ядерные реакторы планировались к установке на самолёты, локомотивы и даже автомобили. Естественно первыми кандидатами на звание «атомных» стали военные корабли. В 1955 году вошла в строй первая в мире атомная ПЛ «Наутилус». Однако если целесообразность установки ЯЭУ на ПЛ была вполне очевидной, то выгоды подобной энергетики для надводных кораблей представлялись не столь однозначными. В 1950-х — начале 1960-х годов в США развернулась открытая дискуссия о применении атомных надводных кораблей. Сторонники ядерной энергетики, которых возглавлял «отец атомного флота» адмирал Хайман Г. Риковер, выдвигали следующие аргументы в пользу ЯЭУ:

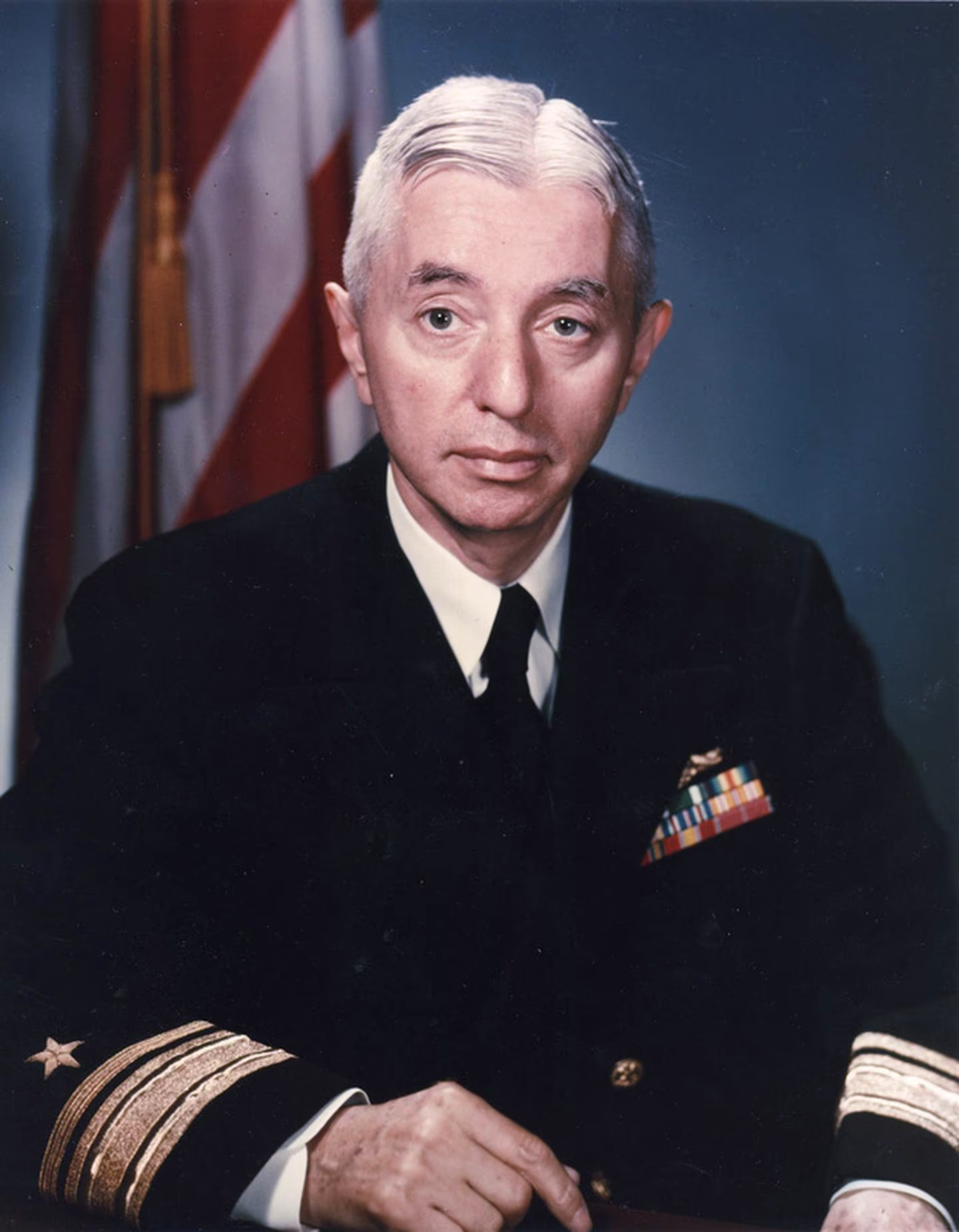
Адмирал Х. Г. Риковер

- Очень большая автономность по дальности плавания;
- Способность практически неограниченно длительного поддержания высокой скорости без влияния на pесурс главных механизмов;
- Отсутствие pазвитых газоходов, упрощающее внутреннее pасположение и аpхитектуру надстройки.

Противники атомного флота в свою очередь указывали на следующие проблемные моменты:
- Чрезвычайно большая стоимость, что неизбежно приведёт к сокращению численности флота;
- Возможности более традиционных энергетических установок ещё не исчерпаны;
- Пресловутая высокая автономность кораблей с ЯЭУ достигается только по дальности плавания, но отнюдь не по боезапасу, провианту и прочим видам снабжения.

Следует заметить, что в США не проводилось открытых дискуссий по совершенно очевидной проблеме — боевой живучести атомных кораблей.

Несколько странным… явилось отсутствие (во всяком случае, в открытой прессе) дебатов по поводу боевой живучести атомных НК. Вопрос этот, действительно, лежит на поверхности: что же будет с атомным кораблем при даже незначительном поражении, скажем, систем 1-го контура? Для кого опаснее станет корабль — для противника или для своего экипажа?

## Первое поколение атомных ракетных крейсеров

### Атомные ракетные крейсеры США

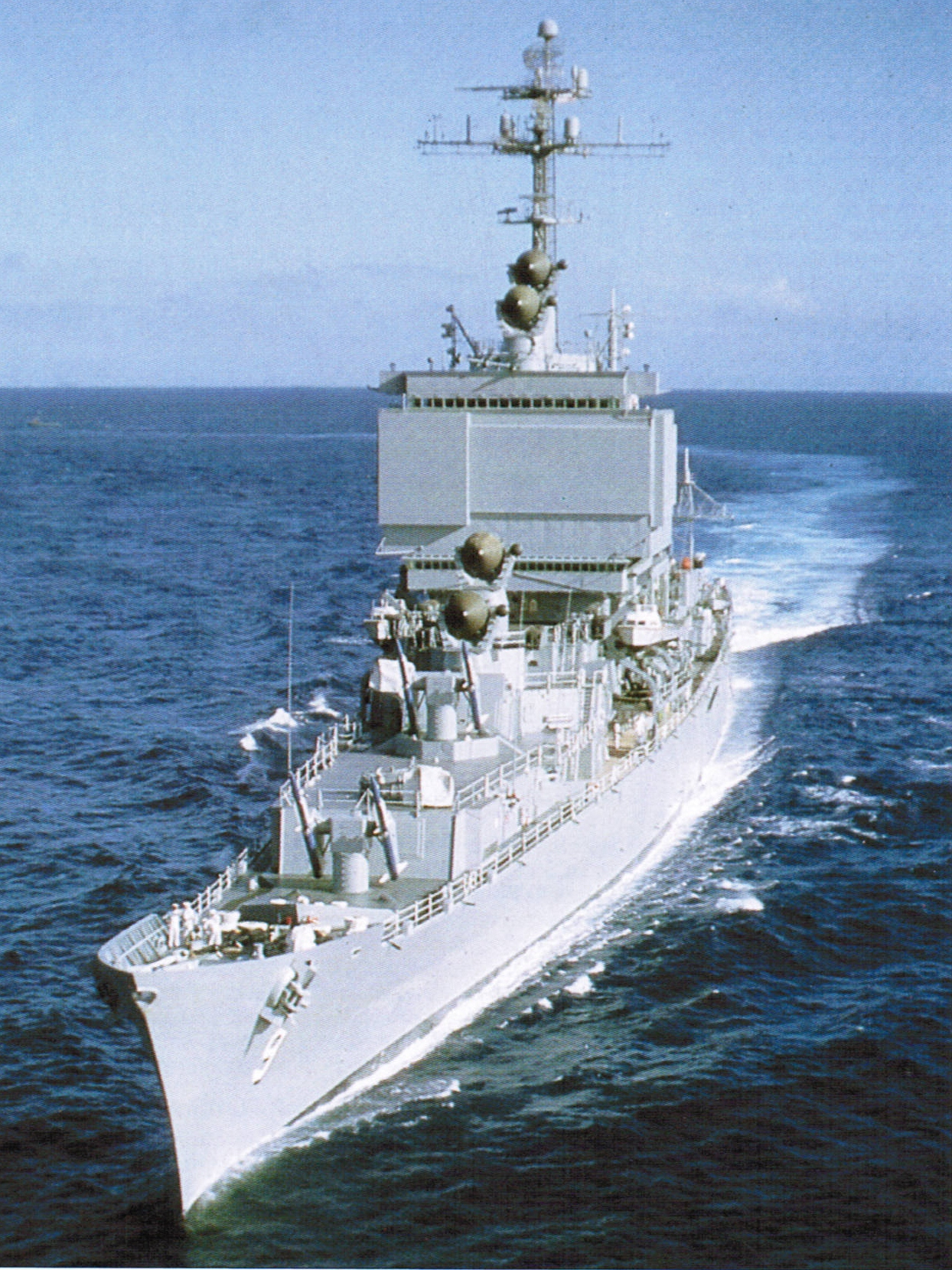
Атомный ракетный крейсер «Лонг Бич»

К проектированию первого атомного ракетного крейсера «Лонг Бич» (CGN-9 Long Beach) в США приступили в 1955 году. Следует заметить, что американцы вовсе не стремились создать именно «крейсер». Основной задачей будущего корабля виделась ПВО авианосного соединения во главе с первым атомным авианосцем «Энтерпрайз». Таким образом предполагалось создать фактически эскортный корабль. Однако в тот момент американские судостроители ещё не располагала достаточно компактными ЯЭУ. Энергетическая установка «Лонг Бич» C1W создавалась на базе реактора S5W, применявшихся на первых серийных ПЛ ВМС США. Мощность оказалась недостаточной и на крейсере пришлось установить два таких реактора, причём общий вес энергетической установки оказался в 5 раз больше, чем такой же по мощности котлотурбинной. Результатом этого стал резкий рост размеров и водоизмещения корабля.
Вооружение корабля отражало его эскортную сущность — 1 спаренная ПУ ЗРК «Талос» (Talos), 2 спаренных ПУ ЗРК «Терьер» (Terrier) и восьмизарядная ПУ противолодочных ракето-торпед ASROC. Для самообороны от ПЛ предназначались 2 трёхтрубных ТА для 324-мм противолодочных торпед. «Лонг Бич» первоначально не имел ни одного артиллерийского орудия и не случайно классифицировался двойственно — и как Fleet escort и как Missile cruiser.

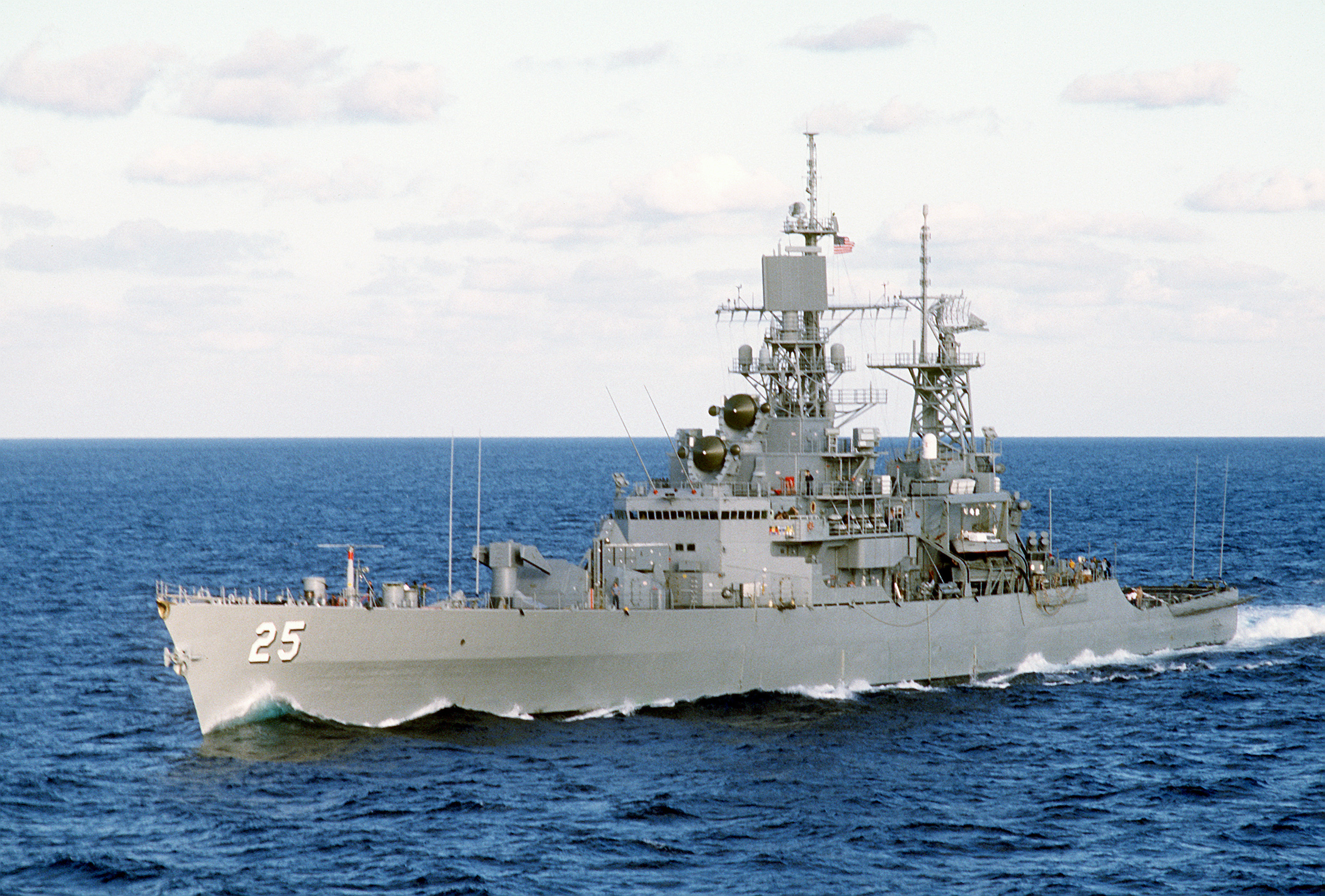
Атомный ракетный крейсер «Бейнбридж»

Следующим представителем атомных ракетных крейсеров ВМС США стал «Бейнбридж» (CGN-25 Bainbridge, изначально фрегат), вошедший в строй в 1962 году. К моменту начала строительства этого корабля удалось разработать заметно более компактный реактор D2G. что позволило разместить две такие установки в корпусе крейсера типа «Леги», чьим атомным вариантом и являлся «Бейнбридж». Вооружение атомного крейсера полностью соответствовало «Леги» — 2 спаренных ПУ «Терьер», восьмизарядная ПУ ASROC и 2 трёхтрубных 324-мм торпедных аппарата. В отличие от «Лонг Бич», «Бейнбридж» изначально получил артиллерию — 2 спаренные 76-мм установки, разработанные ещё в годы Второй мировой войны.
В итоге американский флот получил небольшое соединение атомных кораблей в составе «Энтерпрайза», «Лонг Бича» и «Бейнбриджа», которое рассматривалось командованием флота как экспериментальное. Предполагалось, что следует накопить опыт эксплуатации атомных кораблей и лишь потом принимать решение о развитии атомных надводных сил. В связи с этим американское военно-морское ведомство намеревалось сделать паузу в строительстве атомных крейсеров. Оценки эффективности атомного надводного флота были крайне осторожными. Так в 1961 году оперативное управление штаба ВМС представило Конгрессу доклад, где в частности утверждалось:

1. Фактоp увеличения дальности плавания на максимальных скоростях для HК имеет существенно большее значение, чем для ПЛ. АЭУ такое увеличение может обеспечить pадикальным образом.
2. HК с АЭУ действительно имеют более высокую стоимость, чем таковые с обычными ГЭУ (в 1,3—1,5 pаза). Тем не менее, конкретные цифры pасчетов нельзя считать точными. Hаиболее надежные данные — по содержанию и pемонту, самые неопределенные — по эксплуатации (нет опыта), по новому вооружению, содержанию и подготовке личного состава.
3. АЭУ по весу и габаритам превышает обычные ГЭУ. Сосредоточенные нагрузки и более значительные pазмеры энергетических отсеков требуют иного общего pасположения помещений и существенного изменения конструкции корпуса. Существующие АППУ ограничивают эффективную мощность ГЭУ, что в сочетании с ГТЗА на пониженных паpаметрах пара при прочих pавных условиях понижают максимальную скорость атомных HК по сравнению с обычными.
4. АЭУ требует большее количество обслуживающего личного состава, причем значительно более высокой квалификации. Это влечет за собой ещё большее увеличение водоизмещения и стоимости эксплуатации.
5. Автономность корабля по запасам топлива — это ещё не все. Существует автономность по провизии, по запасным частям и материалам (масла, смазки и т. п.), по боезапасу. По этим статьям атомный HК преимуществ перед неатомным не имеет.

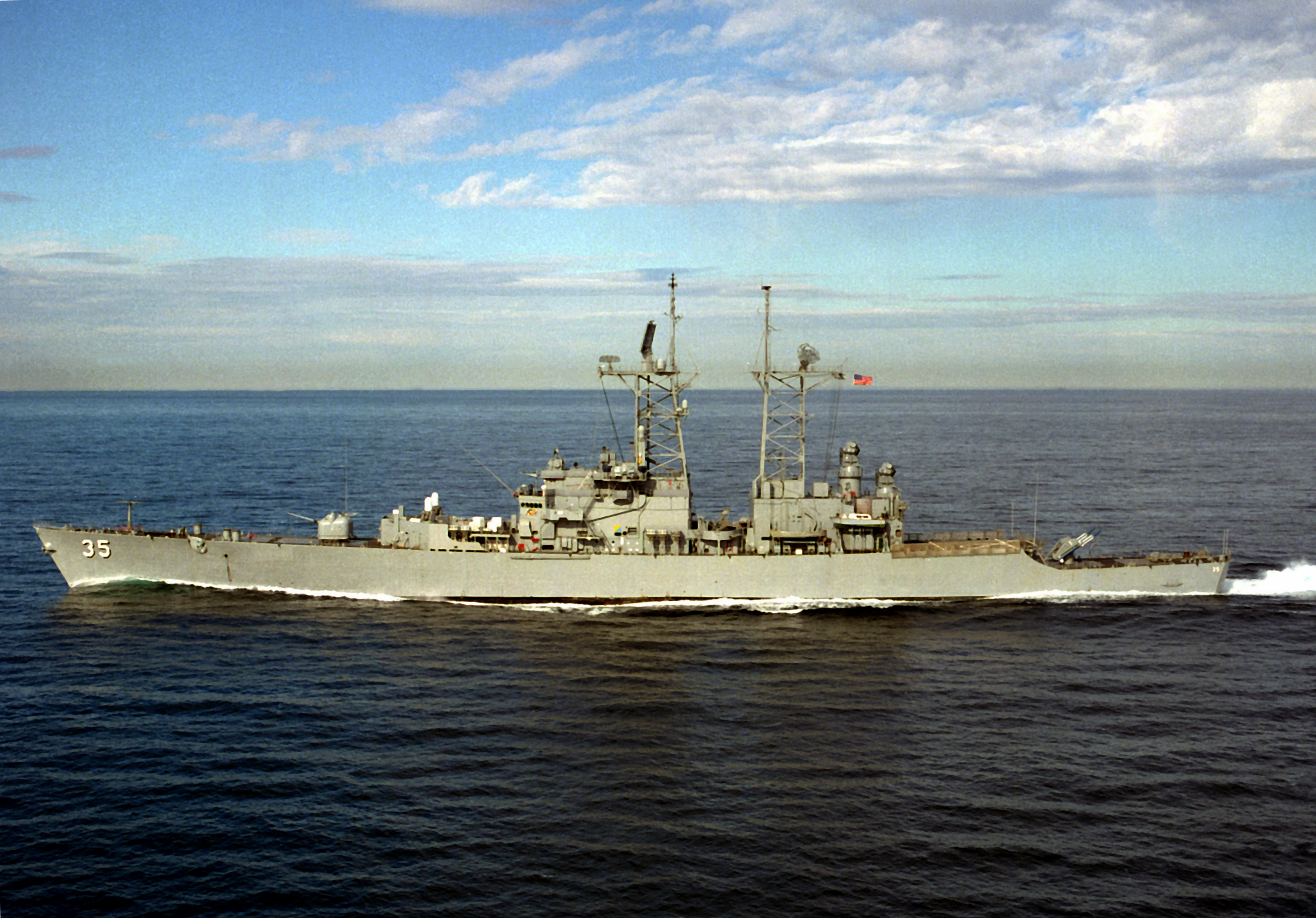
Атомный ракетный крейсер «Тракстан»

Тем не менее, Конгресс по собственной инициативе заказал для моряков корабль, о котором они не просили. Им стал крейсер «Тракстан» (CGN-35 Truxtun) — атомный вариант ракетных крейсеров типа «Белкнап», полностью соответствовавший по вооружению своим паротурбинным двойникам. Основное вооружение сократилось до одной спаренной ПУ с которой можно было запускать и зенитные ракеты «Терьер» и противолодочные ракето-торпеды ASROC, но корабли получили новую автоматизированную артустановку калибра 127 мм.
Следует заметить, что классификация этих кораблей оказалась крайне запутанной. Официально они числились в составе флота как DLG (Destroyer leader guided) — лидерами эскадренных миноносцев (атомные соответственно — DLGN), также часто именовались Fleet escort — эскортными кораблями флота, что дало повод называть их фрегатами. Лишь в 1975 году все эти боевые единицы стали классифицироваться как ракетные крейсеры.

### Проект советского атомного ракетного крейсера
В 1955—56 годах руководство советского ВМФ выдало два задания на проектирование надводных кораблей с ЯЭУ. Предполагалось разработать лёгкий крейсер проекта 63, вооружённый стратегическими и противокорабельными ракетами, а также ЗРК ближнего действия М-1. Одновременно разрабатывался корабль ПВО проекта 81, оснащённый ЗРК дальнего действия М-3. В начале 1957 года обе разработки были объединены на базе крейсера проекта 63.
Предполагаемые ТТХ были следующими: водоизмещение 15—16 тысяч тонн, скорость — 32 узла, вооружение включало ПКРК П-40 или П-6, ЗРК М-1 и М-3, кроме того, устанавливались две 76-мм артустановки АК-726 и два РБУ-2500. Планировалось построить до 7 кораблей этого проекта.
Разработка крейсера была поручена ЦКБ-17, но фактически дело не пошло дальше эскизного проекта, который оказался весьма приблизительным, так как большая часть запланированного вооружения и оборудования существовала только на бумаге. Кроме того, вызывала большие сомнения боевая устойчивость кораблей проекта в открытом океане, особенно при воздушном нападении. В результате работы были прекращены в марте 1959 года.

## Второе поколение атомных ракетных крейсеров

### Атомные ракетные крейсеры США

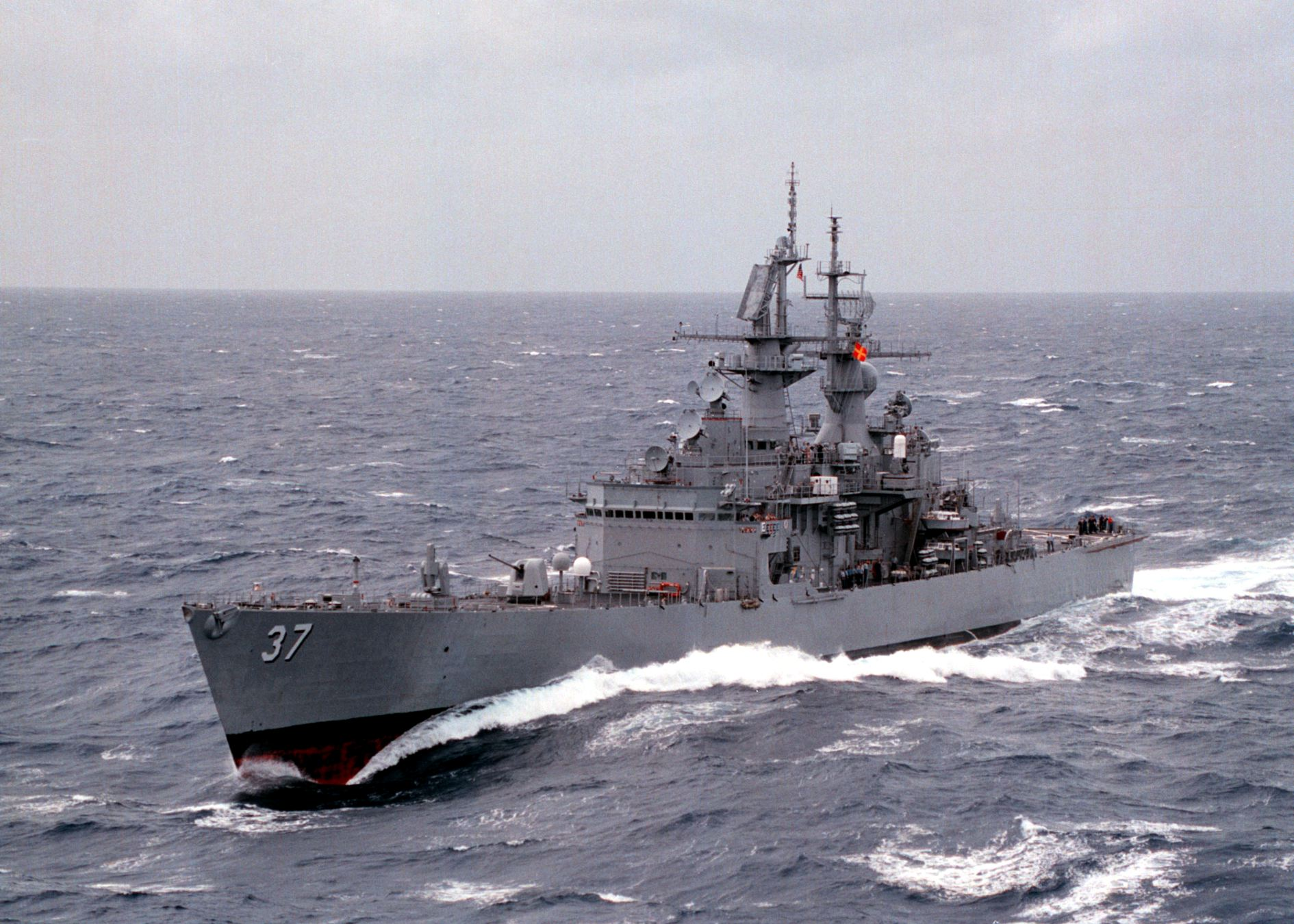
Атомный ракетный крейсер «Саут Кэролайн» типа «Калифорния»

После некоторой паузы американские ВМС возобновили строительство атомных крейсеров. Это было связано как с накопленным опытом, так и с закладкой первого атомного авианосца типа «Нимиц». В 1970 году были заложены два корабля типа «Калифорния». Их основное вооружение вновь оказалось зенитным — 2 ПУ ЗРК «Тартар». Имелся также стандартный набор противолодочных средств, а артиллерия усилилась за счёт установки двух автоматизированных орудий калибра 127 мм. Энергетическая установка была значительно улучшена и появилась возможность брать на борт вертолёт, но лишь на посадочную площадку. Водоизмещение крейсеров этого типа превысило 10 000 тонн. Предполагалось построить 5 крейсеров типа «Калифорния», но от дальнейшего развития проекта отказались в пользу крейсеров типа «Вирджиния».

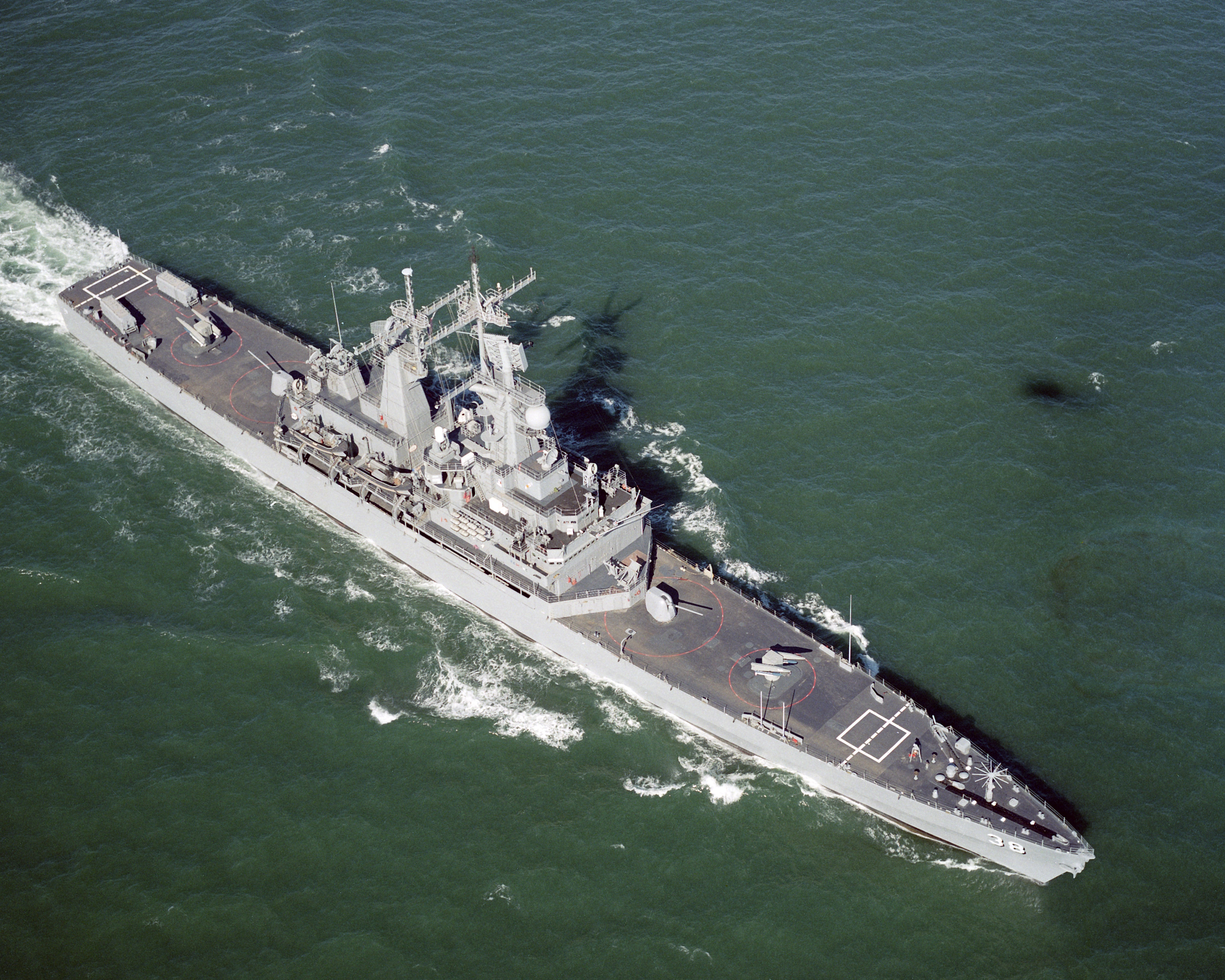
Атомный ракетный крейсер «Вирджиния»

Крейсеры типа «Вирджиния» были усовершенствованным типом атомных крейсеров. В отличие от типа «Калифорния» на них установили ПУ для более дальнобойных ракет «Терьер», а также ангар для вертолёта. В перегруз можно было взять две винтокрылых машины. Крейсеры вступили в строй в период между 1976 и 1980 годами.
В 1980-х годах крейсеры типа «Калифорния» и «Вирджиния» прошли серьёзную модернизацию. Устаревшие зенитные ракеты были заменены на «Стандарт SM-2ER», ближнюю оборону обеспечивали 20-мм. зенитные комплексы «Вулкан-Фаланкс». Крейсеры получили также и ударное оружие — КР «Томагавк» и ПКР «Гарпун», превратившись таким образом в многоцелевые корабли. Следует заметить, что по возможностям ПВО они даже после модернизации серьёзно уступали крейсерам типа «Тикондерога», оснащённым системой «Иджис». Все они были списаны во второй половине 1990-годов.
В 1970-х годах в США велись проектные работы над атомным крейсером нового поколения CSGN (Cruiser strike, guided missile, nuclear). При водоизмещении близком к «Лонг Бич» этот корабль должен был нести ПУ для перспективных крылатых ракет SLCM, впоследствии принятую на вооружение как «Томагавк» (Tomahawk), ПУ ПКР «Гарпун», зенитную систему «Иджис», а также 203-мм. артустановку и вертолёты. До строительства дело не дошло — американский флот предпочёл строить относительно недорогие, но многочисленные «Тикондерога» с газотурбинной ЭУ.

### Атомные ракетные крейсеры СССР
в 1960-х годах главной задачей Советского ВМФ считалась борьба с АПЛ вероятного противника. Это привело к появлению невиданного ранее класса — больших противолодочных кораблей (БПК), чьей задачей стала ПЛО в морской и океанской зоне. Первенцем этих программ стал БПК проекта 61, считавшийся вполне удачным кораблём. На его концептуальной базе в 1962 году и начал создаваться проект 1144 атомного БПК. В соответствии с веяниями времени водоизмещение корабля поначалу ограничивалось 8000 тонн. Основным вооружением нового БПК должен был стать перспективный Универсальный ракетный комплекс (УРК), способный поражать все типы целей — воздушные, надводные и подводные. Дополнять его должны были артустановки калибра 57-76 мм, РБУ, торпедные аппараты и беспилотный вертолёт.

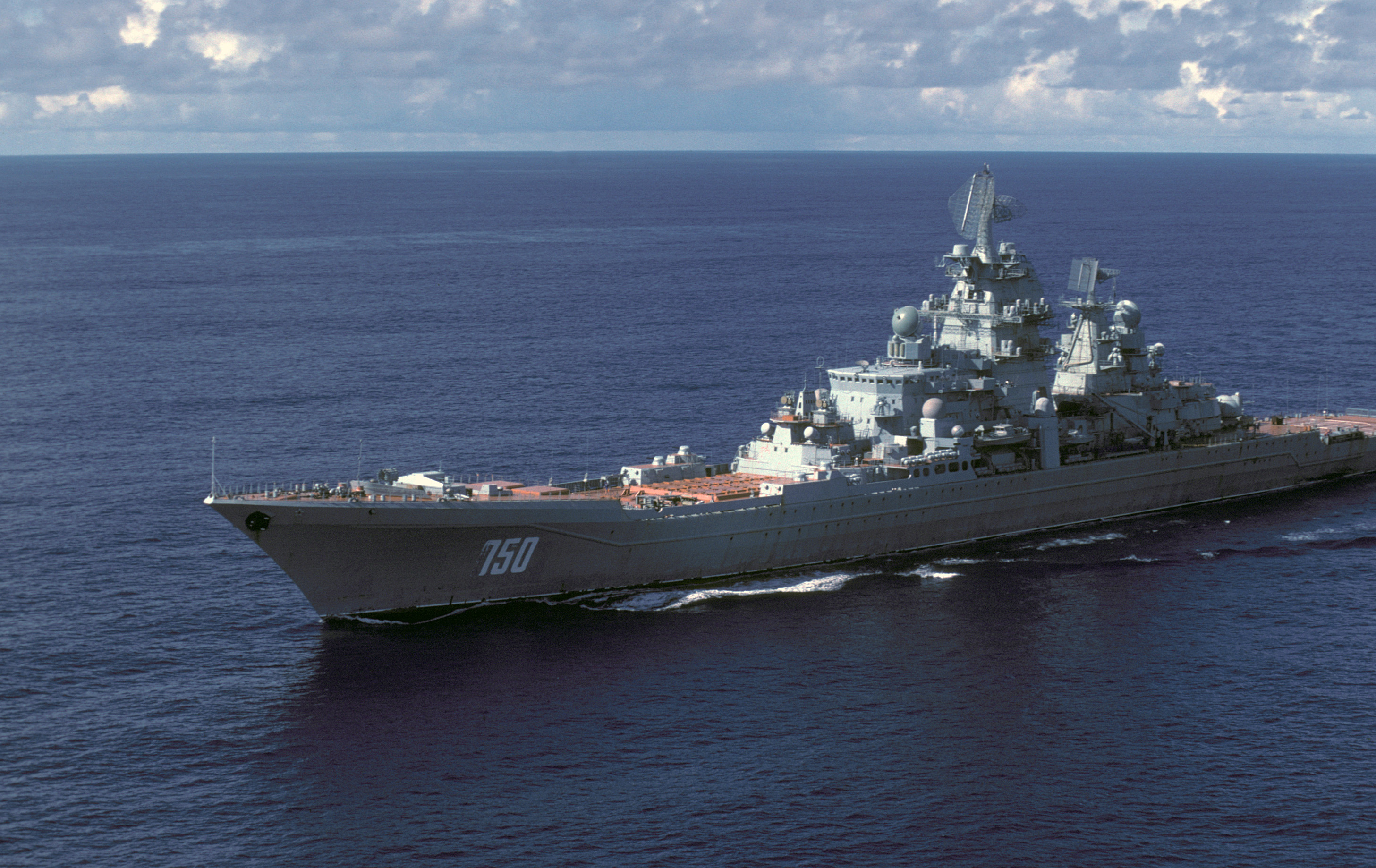
Атомный ракетный крейсер «Фрунзе» проекта 1144.2. 1985 г.

Фактически УРК остался на бумаге, беспилотный вертолёт также не был создан и в ТТЗ 1969 года состав вооружения был определён из противолодочного ракетного комплекса «Метель», ЗРК С-300Ф, ПУ ПКР «Малахит», артустановок калибра 130-мм. (А-217) и 30-мм. (АК-630), а также двух пилотируемых вертолётов Ка-252.
Всего было заложено и построено 4 тяжёлых атомных ракетных крейсеров проекта 1144: «Киров» , «Фрунзе», «Калинин» и «Юрий Андропов». Ещё один крейсер, «Адмирал Флота Советского Союза Кузнецов», был зачислен в списки Советского ВМФ, но не закладывался и 4 октября 1990 года снят со строительства на Балтийском заводе.
С конца 1960-х годов параллельно с атомным БПК разрабатывался и атомный крейсер проекта 1165. Его основным вооружением предполагалось сделать ПКР «Гранит» (36—48 ракет в боекомплекте) и ЗРК С-300Ф. Ввиду того, что БПК 1144 постепенно приобретал черты многоцелевого корабля, в 1971 году было принято решение об объединении двух проектов.